# オナペッツ
ONAPETZ（オナペッツ）は、2人組のドラァグクイーンユニット。日本のドラァグクィーンのパイオニア的存在として、主に1990年代半ばを中心に、テレビ・CM・舞台・映画等々で活動した。

## メンバー
- 宝ダイヤ
- 宝ルビー

共に美大出身である。

## 来歴
テレビシリーズ『モグラ・ネグラ』、『いとしの未来ちゃん』、『ゲーム王』、『えびす温泉』他でレギュラー出演。『THE夜もヒッパレ』、『笑っていいとも』などにも準レギュラー出演。ダイヤはインテリアデザイナー、衣装デザイナー、ルビーはコピーライター、作詞家である。ロック・ミュージカル「ロッキー・ホラー・ショー」など舞台にも出演。EPIC SONYから、浅倉大介プロデュースの元、ミュージシャンとしてメジャーデビューもした。
インディーズ時代は、6人編成（メンバー全員美大出身）のバンド「ONAPETZ」としてオリジナルの楽曲を制作し活動していた。
現在、宝ダイヤは専業主婦、宝ルビーはバーを経営している。

## ドラマ
- いとしの未来ちゃん(毎話異なる役でレギュラー出演)
- 3番テーブルの客(脚本三谷幸喜 主演鈴木保奈美・田口トモロヲの短編ドラマ)
- とっかえっ娘。(モーニング娘。主演の映画)

## ミュージカル
- Rock To The Future（1996年6月）
- ロッキー・ホラー・ショー (ミュージカル)（1995年3月〜2000年2月）

## CM
- サークルK
- JOYSOUNDカラオケ
- DENSOIDO携帯電話
- SEEDコンタクトレンズ
- POLAへアムース

## CD

### シングル
|     | 発売日         | タイトル               | 楽曲制作                                                              | 最高位 |
| --- | -------------- | ---------------------- | --------------------------------------------------------------------- | ------ |
| 1st | 1994年8月21日  | 月影のナポリ           | 作詞：宝ルビー&Franco Migliacci 作曲：Bruno De Filippi 編曲：白井良明 | －     |
| 2nd | 1995年4月21日  | 大天使                 | 作詞：宝ルビー 作曲：浅倉大介 編曲：浅倉大介                          | 96位   |
| 3rd | 1995年7月21日  | マーマレード・サンデイ | 作詞：宝ルビー 作曲：浅倉大介 編曲：浅倉大介                          | －     |
| 4th | 1995年10月21日 | イブの魔法使い         | 作詞：宝ルビー 作曲：浅倉大介 編曲：浅倉大介                          | －     |

### アルバム
|     | 発売日        | タイトル                                        | 最高位 |
| --- | ------------- | ----------------------------------------------- | ------ |
| 1st | 1995年12月1日 | ボンジュール 〜ダイヤとルビーの素晴らしき世界〜 | －     |

## 関連人物
- ローリー寺西 （ミュージカル『ロッキー・ホラー・ショー』で主演し、オナペッツと共演）
- 浅倉大介 （音楽活動でプロデュースを担当）

## 外部サイト
- 姫系Cafe & Bar プチ・トリアノン[リンク切れ]　宝ダイヤ在籍